# Just a Little Bit
«Just a Little Bit» es una canción de la banda de rock pesado Blue Cheer extraída de su segundo disco Outsideinside. Fue la segunda de dos canciones de Blue Cheer que consiguieron entrar al Billboard Hot 100, llegando hasta el número 92. Ésta inicia con un solo de batería por parte de Paul Whaley, y continúa con un potente riff de guitarra. Sumado al estilo agresivo, enérgico, y dramático de la voz de Dickie Peterson y del resto de músico, este sencillo es considerada una de las primeras canciones de heavy metal, aunque aún con ciertas reminiscencias de blues. Esta canción fue la única del álbum que no contó con ningún tipo de ambientación o acompañamiento con teclado, órgano, piano o sintetizador. La banda realizó una nueva versión para su último álbum What Doesn't Kill You.... El baterista Neil Peart de Rush usó el solo de batería que introduce a la canción para cerrar el cover del tema "Summertime Blues" que hizo su grupo.

## Personal
- Dickie Peterson - bajo, voz.
- Leigh Stephens - guitarra
- Paul Whaley - batería